# Company of Heroes: Tales of Valor
Company of Heroes: Tales of Valor est un second standalone pour le jeu de stratégie en temps réel Company of Heroes. Elle a été officiellement dévoilée par THQ le 3 novembre 2008. Son développement a été confié à Relic Entertainment, qui avait déjà développé Company of Heroes et son premier stand-alone, Opposing Fronts. Le jeu est disponible depuis le 24 avril 2009 sur PC.
Ce titre introduit 3 campagnes solos, de nouveaux modes de jeu multijoueurs ainsi que de nouvelles unités.

## Accueil
| Company of Heroes: Tales of Valor |      |       |
| Média                             | Pays | Notes |
| Gamekult                          | FR   | 5/10  |
| GameSpot                          | US   | 60 %  |
| Jeuxvideo.com                     | FR   | 12/20 |